# Václav Jiřikovský
Václav Jiřikovský, vlastním jménem Václav František Herein (8. května 1891 Libeň – 9. května 1942 Osvětim), byl český herec, režisér, dramaturg, divadelní ředitel a podnikatel.

## Mládí, rodina
Studoval na gymnáziu v Praze. K divadlu jej přivedl jeho strýc, herec a režisér Antonín Jiřikovský (1860–1930), který byl v letech 1907–1916 členem souboru Divadla na Vinohradech. Z vděčnosti ke strýci přijal Václav Herein později jméno Jiřikovský.
Manželkou Václava Jiřikovského byla herečka Růžena Jiřikovská, roz. Lacinová, dcera brněnského divadelního ředitele a podnikatele Františka Laciny.

## Divadelní začátky
Od roku 1906 prošel několika divadelními společnostmi jako herec, ve společnosti Marie Procházkové-Malé působil jako režisér.. V roce 1914 odešel do Brna k řediteli Lacinovi (herec 1914–1916, režisér činohry od roku 1915) a krátce (1917–1918) se stal i ředitelem Českého Národního divadla v Brně, v letech 1918–1919 jej vedl jako samostatný podnikatel.. V roce 1919 po něm převzal vedení divadla Václav Štech. Jiřikovský odešel do Moravské Ostravy, kde se podílel na založení Národního divadla moravskoslezského a stal se jeho prvním ředitelem. Sestavil zde soubor včetně činohry, opery a operety, vedle řídící, dramaturgické a organizátorské práce byl též činný režisérsky. V divadle působil až do roku 1923, kdy jej vystřídal František Uhlíř. Ve dvacátých letech příležitostně režíroval mj. i v pražském Divadle na Vinohradech. V roce 1925 převzal po Milanu Svobodovi vedení činohry ve Slovenském národním divadle v Bratislavě, ředitelem SND byl v letech 1926–1929.

## Druhé brněnské angažmá
Do Brna se vrátil v roce 1930, kdy bylo Národní divadlo v Brně převedeno pod správu Moravskoslezského zemského výboru a přejmenováno na Zemské divadlo v Brně. V březnu 1931 se Jiřikovský stal po Otu Zítkovi ředitelem divadla, přičemž několik let zastával i funkci šéfa činohry a dramaturga. Za jeho působení byly na repertoáru často uváděny hry jihoslovanských, polských a ruských autorů (v české premiéře např. Škvarkin: Cizí dítě, Bulgakov: Byt paní Zoe, Katajev: Defraudanti, Afinogenov: Strach) a původní moravská tvorba. V sezóně 1935/1936 pověřil šéfrežiséra Rudolfa Waltera funkcí režiséra opery a na jeho místo jmenoval Aleše Podhorského, kterého v únoru 1937 vystřídal Jan Škoda. V divadle působili kromě domácích režisérů (vč. Josefa Skřivana a začínajícího Karla Jerneka) i hostující režiséři, např. Jaroslav Kvapil, Josef Bezdíček a K. M. Walló. V roce 1933 přijal do souboru na doporučení Jaroslava Kvapila herečku Vlastu Fabianovou, která zde pak působila až do roku 1941. V souboru dále byli v angažmá např. František Klika, Jarmila Kurandová, Jarmila Urbánková, Zdeňka Gräfová, Karel Höger a Vladimír Leraus. Pozornost věnoval i rekonstrukci budovy divadla Na hradbách (nynější Mahenovo divadlo), která byla provedena v roce 1937.

## Období 2. světové války
Po odchodu Jana Škody na místo ředitele ostravského divadla přibral Jiřikovský od února 1940 ke své funkci ředitele divadla znovu i funkci šéfa činohry. Od počátku okupace útočili na Jiřikovského v tisku brněnští němečtí a čeští fašisté, kteří usilovali o jeho odstranění. Dne 3. listopadu 1941, po skončení šestitýdenního výjimečného stavu vyhlášeného R. Heydrichem, jej zatklo gestapo. O měsíc předtím byl již zatčen herec a režisér téhož divadla Josef Skřivan a dva čelní představitelé opery. Činnost divadla byla označena za politicky zvlášť nebezpečnou a divadlo bylo 12. listopadu 1941 uzavřeno. Jak Skřivan, tak Jiřikovský byli v roce 1942 popraveni v Osvětimi.
Václav Jiřikovský je pochován na Ústředním hřbitově města Brna, dne 25. září 1946 byla jeho jménem nazvána jedna z ulic brněnské městské části Brno-střed (katastrální území Stránice).

## Citát
| „                  | A tak se v Brně znovu hledalo řešení, hledala se především vůdčí osobnost, ředitel. Byl nalezen ve Václavu Jiřikovském, který už v Zemském divadle řediteloval jako pětadvacetiletý mladík za první světové války. Teď, v roce 1931, se vyzrálý, erudovaný a schopný organizátor vrátil, aby našel novou cestu a nového diváka. Byl manažerem, po kterém by dnes sáhlo každé divadlo. Ale zároveň byl i režisérem s velkým citem pro jeviště. Dovedl v divadle vytvářet znamenité podmínky a tvůrčí atmosféru. | “ |
| — Vlasta Fabianová | |   |

## Divadelní režie, výběr
- 1919 J. Mahen: Ulička odvahy, NDMS Ostrava
- 1920 W. Shakespeare: Romeo a Julie, NDMS Ostrava
- 1921 K. Čapek: R. U. R., NDMS Ostrava
- 1922 Molière: Tartuffe, Divadlo na Vinohradech (j. h.)
- 1922 H. Ibsen: Divoká kachna, NDMS Ostrava, (spolurežie s Antonínem Rýdlem)
- 1923 J. K. Tyl: Tvrdohlavá žena, NDMS Ostrava
- 1935 P. O. Hviezdoslav: Herodes a Herodias, Slovenské národní divadlo
- 1936 G. Zapolska: Morálka paní Dulské, Zemské divadlo v Brně
- 1938 A. Dvořák, J. Kvapil: Rusalka, Zemské divadlo v Brně
- 1940 Alfred de Musset: Se srdcem divno hrát, Zemské divadlo v Brně

## Filmografie
- 1941 Jan Cimbura, režie František Čáp